# Branko Elsner
Branko Elsner, slovenski športni pedagog in nogometni strokovnjak, * 23. november 1929, Ljubljana, † 17. november 2012, Ljubljana.

## Življenje in delo
Po končanem študiju (1967) na Višji pedagoški šoli (sedaj PeF) je 1982 doktoriral na Visoki šoli za telesno kulturo v Ljubljani (sedaj Fakulteta za šport v Ljubljani). V letih 1953−1962 je poučeval na raznih srednjih šolah, med njimi tudi v Gimnaziji Brežice ( v tistem času je bil tudi trener NK Brežice). Od 1971 pa je bil dejaven na Fakulteti za telesno kulturo, od 1988 kot redni profesor. V znanstveno raziskovalnem delu se je posvetil metodiki dela z nogometaši, predvsem z mlajšimi starostnimi kategorijami, in to tematiko obdelal v številnih strokovnih delih.
Do konca petdesetih let 20. stol je igral nogomet v Mariboru in Ljubljani, po 1962 pa je bil trener nogometnih klubov tako doma kakor tudi v tujini, med drugim je bil trener NK Olimpije (1962-1968) in  selektor avstrijske nogometne rezpretance (1985-1989). V NZS je opravljal številne strokovne in organizacijske funkcije, v letih 1982−1985 bil njen predsednik in od 1992 pa častni član. Za življenjsko delo v nogometu je 1999 prejel Bloudkovo nagrado.
V družini Elsner so tesno povezani z nogometom. Najstarejši član nogometne dinastije je vsekakor Branko Elsner, sledijo mu sin Marko ter vnuka Luka in Rok.